# Tatort: Die Musik stirbt zuletzt
Die Musik stirbt zuletzt ist ein Fernsehfilm aus der Krimireihe Tatort. Der vierzehnte gemeinsame Fall des Schweizer Tatort-Teams Flückiger und Ritschard aus Luzern wurde am 5. August 2018 im SRF 1, im Ersten und in ORF 2 ausgestrahlt.

## Rollen und Handlung

### Walter Loving
Loving veranstaltet als steinreicher Unternehmer und Mäzen ein Benefiz-Konzert im Kultur- und Kongresszentrum Luzern (KKL), begleitet von palästinensischen Demonstranten. Ein Ticket kostet 10.000 Schweizer Franken. Die Musiker sind das argentinische „Jewish Chamber Orchestra“. In seinem ersten Auftritt zeigt er sich als verschrobener Patriarch, der seinen erwachsenen Sohn in aller Öffentlichkeit zurechtweist wie ein Kind. Seine Frau Alice Loving-Orelli, von der er getrennt ist, kann nur durch einen peinlichen Auftritt die strenge Security passieren. In deren Beisein und in aller Öffentlichkeit macht er seiner jüngeren Chefjuristin Jelena Princip einen Heiratsantrag, die sich den Ring zwar überstreifen lässt, aber nur ein widersprüchliches „Ja“ von sich gibt.
Walter Loving hatte gegen hohe Summen als Schlepper Juden vor den Nazis gerettet. Es deutet sich ein Konflikt mit den Geschwistern Miriam und Vincent Goldstein, Pianistin und Klarinettist des demokratisch organisierten Orchesters, an. Dieses hatte beschlossen, dass Miriam Goldstein ein Gedicht vortragen solle, welches thematisiert, dass ihre Großeltern zwar Geld an Walter Loving gezahlt hatten, aber nicht von ihm gerettet werden konnten. Walter Loving hatte Ansprüche der Mutter der Geschwister auf das Geld mit aller Macht abgewehrt, weil er sehr häufig von verfehlten Rettungsversprechen profitiert hatte. Nun möchte das Ehepaar Loving die Aufführung des Gedichts verhindern.
Walter Loving entwickelt sich von einem Patriarchen zu einem Charakter, dem das Schicksal jedes Menschen, mit dem er zu tun hatte, gegenwärtig ist, der keine Scheu davor hat, sich seinen Widersachern persönlich zu stellen, und der in seinem letzten Auftritt dem Konflikt mit entwaffnender Offenheit begegnen kann.

### Miriam Goldstein
Goldstein erhält anonyme Todesdrohungen auf ihr Telefon, für den Fall, dass sie das Gedicht vortrage. Sie möge sehen, was ihrem Bruder passiere, der kurze Zeit danach mit einem Kontaktgift E 605 an seiner Klarinette zu Schaden kommt, aber überlebt. Sie schaltet die Polizei ein. In einer Kindheitserinnerung sieht sie auch die Leiche ihrer Mutter vor sich, die im Vorfeld eines Gerichtsverfahrens gegen Walter Loving, im Dschungel an einer Schussverletzung starb. Bestärkt durch das Orchester trägt sie den Text vor, in dem Namen von Menschen aufgezählt werden, die zwar Geld an Loving gezahlt hatten, aber vor der Rettung umkamen. Am Ende erwähnt sie jedoch, dass die meisten Geldgeber von ihm gerettet worden seien.

### Jelena Princip
Princip war Rechtsbeistand der Goldsteins, und weil sie unterlag, ließ sie sich von Loving beschäftigen. Als Chefjuristin hat sie die Geschäfte Lovings auf Vordermann gebracht. Sie ist nun die Verlobte von Walter Loving und die Geliebte des Sohnes Franky Loving, von dem sie angeblich ein Kind erwartet. Sie weist Franky öffentlich zurück, nachdem der von der Schwangerschaft erfährt. Sie unterstützt die Gedichtaktion der Geschwister Goldstein. Auch sie wird durch Kontaktgift an einem Champagnerglas vergiftet. Sie stirbt dadurch.

### Franky Loving
Franky Loving tritt als Erzähler auf, der sich in seiner Rolle als VIP sonnt. Sehr früh erzählt er Details über die Hintergründe des Mordes, aber auch gleichzeitig über den Tatort als Krimi. Ist er Rolle oder Erzähler? Am Ende gesteht er die Morde, wird verhaftet, flüchtet und tötet sich und seinen Vater durch einen Kuss mit dem Gift.

## Musik
Das Orchester spielt Werke von Erwin Schulhoff, Viktor Ullmann, Marcel Tyberg und Gideon Klein.

## Hintergrund

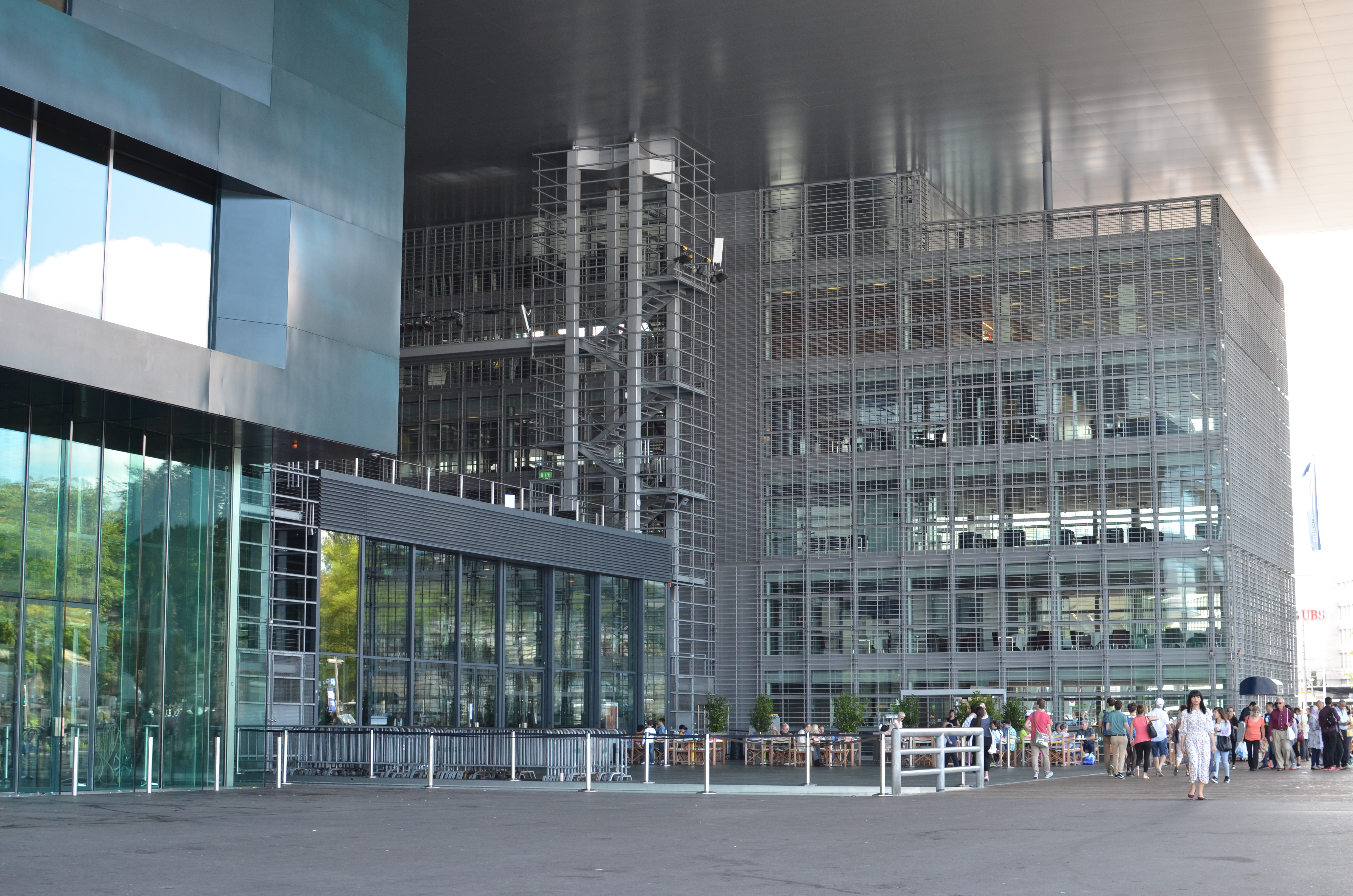
Kultur- und Kongresszentrum Luzern

Die Episode Die Musik stirbt zuletzt spielt erstens in Echtzeit und wurde darüber hinaus in einer einzigen Einstellung gedreht, es handelt sich also um einen One-Shot-Film, einer Technik, welche sich vor allem in Musikvideos verbreitete. Zu einem Echtzeit-Film wurde zuvor schon der Tatort Außer Gefecht im Jahr 2006 geschnitten, es wurden damals also die verschiedenen Drehs ohne Zeitsprünge montiert.
Die Episode beginnt mit dem Zitat von Victor Hugo: „Musik drückt etwas aus, was nicht gesagt werden kann und worüber zu schweigen unmöglich ist“.
In mehreren Szenen werden klassische Theatermittel verwendet, wenn die direkte Ansprache des Publikums durch Franky Loving erfolgt und somit die „Durchbrechung der vierten Wand“ erfolgt.
Die Dreharbeiten begannen am 11. Juli 2017 und endeten am 16. Juli 2017. Den vier Drehtagen, in denen als Szenerie das Kultur- und Kongresszentrum Luzern (KKL) sowie der in unmittelbarer Nähe befindliche Bahnhof Luzern genutzt wurden, gingen vier Wochen intensiver Proben wie bei einer Theateraufführung voraus, bei denen stets alle Schauspieler sowie die Kamera und auch oft der Tonassistent anwesend waren. Dies im Gegensatz zu einer normalen Filmproduktion, bei welcher gewisse Schauspieler gar nie gleichzeitig am Set sind und sich darum, obschon sie im gleichen Film spielen, nie kennen lernen. Aus Qualitätsgründen wurden in der Schweizer Variante dennoch zwei Szenen durch die deutsche Variante ersetzt.
Kameramann Filip Zumbrunn, der als Vorbereitung auf die Dreharbeiten seine Unterarme trainierte, um die Kamera über 90 Minuten halten zu können, folgte den Schauspielern durch das KKL und musste dafür sorgen, dass er selbst bei einer 360-Grad-Aufnahme in einer verspiegelten Toilette nicht sichtbar ist. Zwei Takes wurden in Hochdeutsch und zwei in Schweizerdeutsch gedreht. Die hochdeutsche Fassung wurde von ARD und ORF ausgestrahlt, während die Fassung in Schweizerdeutsch auf SRF zu sehen war. Beide zeitgleich ausgestrahlte Fassungen unterscheiden sich dabei in Nuancen.
Der 5. August 2018 sei nach Angaben der Luzerner Zeitung als Datum für die Erstausstrahlung gewählt worden, da die Episode thematisch gut zum Lucerne Festival passe, das in der darauffolgenden Woche begann. Die Bild-Zeitung behauptete, der produzierende Sender habe „nach einer Testvorführung“ die Ausstrahlung der Episode zur Disposition gestellt, was vom SRF sowohl inhaltlich als auch bezüglich einer angeblichen Testvorführung dementiert wurde.

## Rezeption

### Kritiken
„Die Kamera ist der Star. Sie fliegt zwischen den Figuren hin und her, sie saust aus der Lobby des Kultur- und Kongresszentrums Luzern in den Backstagebereich, von der Bühne auf die Toilette. Sie stürmt aus dem Gebäude auf die Straße, drängt sich in ein Auto, springt wieder raus und hängt sich an ein Fahrrad ran. Die Schauspieler sind in diesem athletischen Akt der Entfesselung eher Statisten. […] Allen kleinen Mängeln zum Trotz: großes "Tatort"-Kino.“

„Viele kleine Ideen sind es, die einen durch diesen theaterhaften Tatort tragen, und die grundlegende Hetzerei zwischen Bühne und Backstage, zwischen Gift und Gegengift, entwickelt ihren eigenen Sog. […] So liegt Die Musik stirbt zuletzt inhaltlich und inszenatorisch deutlich über dem gewohnten Niveau der Schweizer Episoden, wird aber runtergezogen durch die flachen, erwartbaren Beiträge und ranzigen Raunzereien des Ermittlerpaars Flückiger/Ritschard.“

### Einschaltquote
Die Erstausstrahlung von Die Musik stirbt zuletzt am 5. August 2018 wurde in Deutschland von 4,79 Millionen Zuschauern gesehen und erreichte einen Marktanteil von 17,5 %.
In Österreich wurden 382.000 Zuschauer erreicht und damit eine durchschnittliche Reichweite von 5 % sowie ein Marktanteil von 15 % erzielt.
In der Schweiz verfolgten 440.000 Zuschauer im Alter von über drei Jahren die Erstausstrahlung der Folge und bescherten ihr dadurch einen Marktanteil von 33,2 %. In der Gruppe der 15- bis 59-jährigen Zuschauer wurden 217.000 Zuschauer gezählt sowie ein Marktanteil von 30,0 % gemessen.

### Auszeichnungen
- Fernsehfilmpreis der Deutschen Akademie der Darstellenden Künste, Sonderpreis Regie an Dani Levy[17]
- 45. Prix Walo in der Kategorie TV-Produktion